# منتخب‌التواریخ (بدائونی)

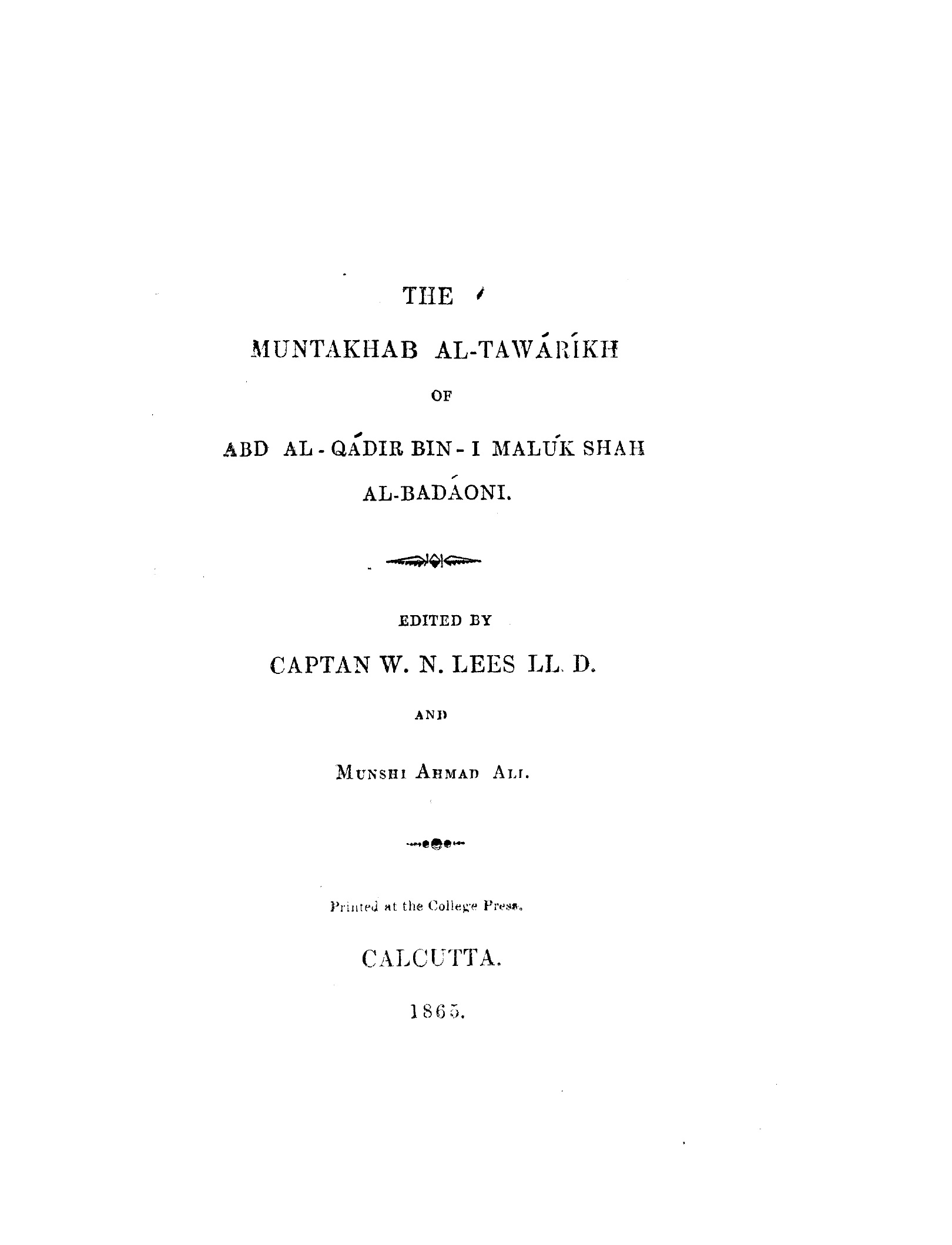
منتخب التواریخ عبدالقادر بدعونی - کلکته ۱۸۳۸ میلادی

«منتخب التواریخ»، کتابی دربارهٔ تاریخ شاهان هند از دوره غزنویان تا سلطنت اکبرشاه، به فارسی و از کتاب‌های تاریخی قرن دهم هجری در هندوستان می‌باشد.
مولف کتاب عبدالقادر بن ملوک شاه بدائونی است که از شاعران و نویسندگان مشهور عصر خویش بوده‌است.
منتخب‌التواریخ، مهم‌ترین اثر بدائونی است که میان سال‌های ۹۹۹ تا ۱۰۰۴ق نوشته شده‌است. این اثر به تاریخ پادشاهان مسلمان دهلی می‌پردازد و از تهاجم غزنویان (۳۹۹ق/۱۰۰۹م) تا چهلمین سال جلوس اکبر (۱۰۰۴ق) را در بر می‌گیرد.

## ساختار تدوین کتاب
شیوه تدوین مطالب، براساس طبقه‌بندی خاندان سلطنتی است و کتاب، در سه جلد نوشته شده‌است.
- جلد اول شامل دو طبقه است:

طبقه اول، از سبکتگین آغاز می‌شود و تا خسرو ملک بن خسروشاه ادامه می‌یابد و طبقهٔ دوم نیز به غوریان اختصاص یافته‌است..
- جلد دوم در بیان احوال اکبرشاه‌است.[۴]
- جلد سوم، شرح حال مختصر علما، شاعران و دانشمندان هم دوره با بدائونی است.

## سبک نگارش
این کتاب از نظر حوادث و وقایعی که مؤلف خود شاهد آن‌ها بوده، ارزشمند است. سبک بدائونی در نگارش این کتاب، ساده و روان است. بدائونی ذوق شاعری نیز داشته‌است و در شعر «قادری» تخلص می‌کرده‌است. ابیاتی از وی در منتخب‌التواریخ وجود دارد.